# ألبيرتو سويوطا
ألبيرتو سويوطا (بالإسبانية: Alberto Coyote)‏ (26 مارس 1967 في المكسيك - ) هو مدرب كرة قدم ولاعب كرة قدم مكسيكي في مركز الوسط. شارك مع منتخب المكسيك لكرة القدم. أما مع النوادي، فقد لعب مع أتلانتي إف سي وكلوب ليون ونادي غوادالاخارا وأتلاتيكو إيرابواتو ونادي سيلايا.

## مسيرته الكروية
لعب ألبيرتو سويوطا خلال مسيرته الاحترافية مع 3 أندية في اثنا عشر موسمًا وسجل خلالها 14 هدفًا ضمن 347 مباراة. ولم يفز بأي موسم بالكأس وفاز في موسمين بالدوري.
خاض ألبيرتو سويوطا مسيرته مع نادي كلوب ليون في موسم 1990–91 واستمر معه طيلة ثلاثة مواسم، مشاركًا في 58 مباراة سجل خلالها 5 أهداف. ثم انتقل إلى نادي غوادالاخارا في موسم 1993–94 ليلعب معه ثمانية مواسم، حيث شارك في 259 مباراة سجل خلالها 9 أهداف. لينتقل بعدها إلى نادي أتلانتي إف سي في موسم 2001–02 لمدة موسم واحد، مشاركًا في 30 مباراة ولم يسجل أي هدف.

## وصلات خارجية
- ألبيرتو سويوطا على موقع الاتحاد الدولي (مؤرشف)  (الإنجليزية)
- ألبيرتو سويوطا على موقع قاعدة بيانات كرة القدم.إي يو (الإنجليزية)
- ألبيرتو سويوطا على موقع ناشيونال فوتبول تيمز (الإنجليزية)
- ألبيرتو سويوطا على موقع Soccerway.com (الإنجليزية)